# Veiros (Estarreja)
Veiros é uma localidade portuguesa do Município de Estarreja que foi sede da extinta Freguesia de Veiros, freguesia que tinha 11,29 km² de área e 2 503 habitantes (2011), e, por isso, uma densidade populacional de 221,7 hab/km².
A Freguesia de Veiros foi extinta em 2013, no âmbito de uma reforma administrativa nacional, para, em conjunto com a Freguesia de Beduído, formar uma nova freguesia denominada União das Freguesias de Beduído e Veiros com sede em Beduído.

## População
| População da freguesia de Veiros (1864 – 2011) | População da freguesia de Veiros (1864 – 2011) |
| Ano                                            | População                                      |
| ---------------------------------------------- | ---------------------------------------------- |
| 1864                                           | 2.217                                          |
| 1878                                           | 2.290                                          |
| 1890                                           | 2.159                                          |
| 1900                                           | 2.185                                          |
| 1911                                           | 2.544                                          |
| 1920                                           | 2.427                                          |
| 1930                                           | 2.498                                          |
| 1940                                           | 2.690                                          |
| 1950                                           | 2.463                                          |
| 1960                                           | 2.414                                          |
| 1970                                           | 2.346                                          |
| 1981                                           | 2.034                                          |
| 1991                                           | 2.116                                          |
| 2001                                           | 2.618                                          |
| 2011                                           | 2.503                                          |

## História
Veiros (Veeyros) é povoado muito antigo, nas terras baixas marginais da zona central da (actual) Ria de Aveiro, onde (há dois/três milénios) vinham espraiar-se as águas e aluviões do Rio Vouga e do Rio Antuã, e aí começava o mar aberto. O cordão de dunas entre Esmoriz e Mira e, por efeito conjugado e de sentido oposto das águas daqueles dois referidos rios e da corrente de Rennel de Norte para Sul na costa portuguesa, veio a dar origem à formação da restinga e zona lagunar conhecida por Ria de Aveiro, só regularizada a partir do início do século XIX com as obras da Barra e com a construção de um canal a desviar a foz do rio Vouga (Rio Novo do Príncipe). As cotas dos terrenos em Veiros são as mais altas (por isso mais antigas e consolidadas) deste conjunto de várzeas emergentes de grandes aluviões, e de localidades habitadas aqui implantadas (terras marinhoas), e a sua exposição a Sul (ao sol) e de costas para os ventos dominantes de Norte, tudo isso criou condições para a fixação natural de gentes que se dedicavam à pesca; e nesse contexto, no curso de uma ribeira (agora designada Carvalhosa) que drenava dessas terras de cotas mais elevadas e se juntava às águas salgadas e marés (no desaparecido Delta do Vouga), nasceu um esteiro com condições para aí aportarem e atracarem as embarcações dos pescadores, onde o pescado era desembarcado e vendido, e dali seguia para terras do interior. 
Foi famoso o Mercado de Peixe de Veiros, que, desde datas imemoriais mas certamente anteriores à nacionalidade portuguesa, veio até ao século XVIII, tendo sido extinto por Decisão do Tribunal da Relação do Porto, em 1792, como desfecho de uma contenda entre os pescadores e o Convento de Arouca, surgida a propósito dos muitos impostos que incidiam sobre o pescado e eram arrecadados pelos procuradores daquele Convento, detentores de uma Quinta e Celeiro em Antuã-Estarreja, e com interesses pessoais nos rentáveis negócios das pescas. 
Até aí, Veiros era uma terra muito activa e notável, que escritos notariais de então denominavam como Praça de Veiros, e ao cais da Ribeira chegou a chamar-se Porto de Veiros. Aqui se encontravam tabeliães, baicharéis de direito, cirurgiões, boticários, companhas de pescaria e famílias de nomeada. A ligação de Veiros ao mar e à ria não se fica pela pesca. No lugar de Santa Luzia de Veiros, era actividade principal a construção de embarcações dedicadas às fainas nestas águas – moliceiros, mercantéís e bateiras – e foram famosas as pinturas de proas de moliceiros que aí se faziam, em estaleiros anexos ás residências de famílias ainda lembradas, como é o caso dos “mestres Raimundos” ou Henriques.  
E faz-se notar que na criação do Concelho da Murtosa em 1926, a linha divisória do de Estarreja passou exactamente por este lugar e atravessa propriedades das mesmas pessoas e famílias, que ora ficaram num Concelho ora no outro, em continuidade urbana, onde antes tudo era Santa Luzia; e nisto, parte das terras, casas e estaleiros dos Raimundo passaram a ser reclamados como se sempre tivessem sido Murtosa; e tal prejudica a verdade histórica. 
Exactamente em Santa Luzia, foi cavado um cais em derivação do esteiro da Ribeira, designado Ribeira Nova, onde eram lançadas à água as embarcações construídas nestes estaleiros com a madeira dos pinhais que aqui abundavam, cujas manchas florestais têm vindo a ser substituídas por eucaliptos, na sua maioria  Extinto o Mercado, foi na terra e seu cultivo, e nalgumas actividades artesanais, que os veirenses mais se concentraram, mas a terra entrou em franca decadência e desapareceu aquela classe de gente ilustrada que fazia jus à expressão “Praça de Veiros”. 
Quanto à agricultura, foi famosa a cebola produzida em larga escala nestas terras arenosas e fertilizadas com o moliço arrancado pelos moliceiros aos fundos da Ria, …cebola essa que era vendida em todos os mercados dos arredores, designadamente Santo Amaro e São Miguel de Fermelã; e em Aveiro, para onde seguia por via aquática em mercantéis à vela que regressavam ao cais da Ribeira carregados de telha, areia de Esgueira e cal para alvenarias de casas, muros e poços. 
No respeitante a actividades artesanais, foi notável a produção de esteiras de bainho, destinadas especialmente a acondicionar o transporte de mobiliário, cujo mercado principal era o Porto. Da história é também a fabricação de fósforos (tipo espera-galego) pelos processos antigos, anteriores à instalação da indústria fosforeira de Lorvão e Espinho, para onde se mudaram famílias inteiras que antes aqui eram fosforeiros. 
E ainda notável, foi a fabricação e comercialização de refrigerantes, segundo métodos inteiramente artesanais, tendo ficado famoso o “pirolito de Veiros”, até à década de 1960, quando criada a sociedade UPREL (União dos Produtores de Refrigerantes de Estarreja), em resultado de legislação que passou a proibir aquelas pequenas indústrias artesanais. De tudo isto, nos tempos modernos nada resta. 
A agricultura dedica-se em exclusivo à cultura do milho e forragens para a produção de leite, havendo um efectivo pecuário de cerca de 700 vacas leiteiras divididas por pequeno grupo de casas agrícolas. 
Depois da extinção da Praça do Peixe e da desaceleração das outras actividades, especialmente ao longo do século XIX e primeira metade do XX, Veiros virou-se decididamente para a emigração, cujos destinos foram, inicialmente, o Brasil, e depois os Estados Unidos da América, países onde é imensa a comunidade de veirenses descendentes. E estas comunidades, desde o terceiro quartel do século passado, têm vindo a investir na sua terra, quer no património residencial que se tem vindo a renovar, quer nas instituições de solidariedade e cultura, tendo surgido uma Associação Beneficente (Filantrópica Veirense, 1958, convertida em IPSS em 1998) promotora de equipamentos locais (Salão Paroquial e Centro Comunitário), e na influência e esteira desse movimento foi fundado um Clube Cultural e Desportivo, com moderno edifício-sede e pavilhão gimnodesportivo, onde se deu espaço ao exercício de modalidades desportivas e a uma Escola de Música no seio da qual uma Orquestra Filarmónica, de tipo Banda Filarmónica. 
No domínio associativo, conta-se também um Grupo Folclórico e Etnográfico com tradições e palmarés desde 1939, extinto na década de 1940 e refundado em 2000; e mais três associações legalmente constituídas e activas, ligadas especialmente ao carnaval e aos santos populares – “Os Chatiados”, “GRESFA” e “A Esteira de Veiros”. Veiros enquanto Freguesia, teve também uma Biblioteca Cadastrada e pública, integrada no Clube Cultural e Desportivo, mas o desinteresse municipal por esta “sédès sapientia” levou ao seu fecho inglório, e ali jazem encerrados em duas salas milhares de livros há quase duas décadas. Também como Freguesia, teve uma Extensão se Saúde com secretariado, médico e enfermagem até finais de 2018, tendo sido desactivado e tudo lá permanece sem uso, de portas e janelas fechadas, no mesmo edifício do Clube Cultural que é propriedade da Freguesia.
Veiros foi parte integrante e inteiramente dependente da Freguesia de São Tiago de Beduído até ao ano de 1612, quando as famílias veirenses reunidas em 13 de Dezembro de 1603 no adro da capela de Santa Luzia, decidiram construir uma Igreja nova, grande e digna, tendo por modelo a Igreja de Santa Maria de Válega, para convencerem o Bispo do Porto a conceder-lhes autonomia paroquial e separarem-se de Beduído. E em 13 de Dezembro do ano de 1612, passou a Curato com vida paroquial autónoma e cemitério local em campo anexo à igreja, no terreiro central designado Largo do Cruzeiro, onde se fazia o mercado do peixe e havia também uma pequena capela e o referido Cruzeiro, de onde irradiavam os seis caminhos principais nas direcções de Estarreja/Cabeças (estrada velha do Molarinho), Cais da Ribeira, Santa Luzia/Murtosa/Mâmoa, Areia/Canedo, Cavalo/São Geraldo e Telhões/Molar. Com a Reforma Administrativa liberal, passou ao Estatuto de freguesia em 1835. 
E no ano de 2013, no âmbito da redução administrativa do número de freguesias, perdeu esse Estatuto e regressou à situação de 1612, a fazer parte integrante da Freguesia de Beduído, com a designação de Freguesia de Beduído e Veiros, exactamente um ano depois de ter inaugurado um novo edifício sede da freguesia, que passou a funcionar como Delegação.  

## O Topónimo
Conhecem-se documentalmente apenas as versões Veeyros e Veiros. A primeira é encontrada em documentos escritos em latim, no reinado de D. Sancho II. Curiosamente, é de notar que a letra Y, do Grego, é estranha no latim, no entanto a escrita latina manteve-a onde ela estava do antecedente. É pois de admitir que a designação deste povoado, associada a gentes vindas do mar e que às actividades de pesca aqui se vieram a dedicar e enraizar, tenha a origem em colonizadores vindos do mediterrâneo oriental em tempos anteriores aos romanos. E a esta hipótese não é estranho o barco moliceiro com a sua proa característica a fazer lembrar embarcações fenícias. Modernamente e como chavão turístico-cultural, diz-se que “a Murtosa é a pátria do moliceiro”; mas não esqueçamos que esta localidade (actual vila e sede de concelho) foi inicialmente uma extensão do lugar de Veiros (Murtosa de Veiros). Em vários documentos da historiografia local, se encontram tentativas de desvendar o significado de Veeyros (Veiros), caindo-se na tentação de o associar a veios (de água) que aqui abundam em tempo de chuvas, mas são secos na estiagem. Mas a definição de dicionário, de veio, veios, não corrobora a hipótese. Tem mais razoabilidade a ligação original ao termo vieira (molusco marinho, acéfalo e com concha) e vieiros (os apanhadores de vieiras), muito associados a Vieira de Leiria e a Vila Franca de Xira. Mas falta-lhe o Y Grego, que se encontra em Veeyros.

## Personalidades
- Afonso João. Juiz de Veiros ao tempo da decisão de se construir a Igreja Matriz de São Bartolomeu, encabeçou uma Comissão eleita pelo povo e levou a bom termo o Processo, que culminou com a inauguração da igreja em 13 de Dezembro de 1612 e criação do Curato de Veiros, primeiro passo para posterior criação da Freguesia de Veiros
- Padre António José Marques. Primeiro professor de ensino Primário em Veiros, no século XVIII, nomeado por Decreto, foi o autor da “Notícia Histórica de Veiros”, a pedido do historiador Pinho Leal, cujo documento tem constituído uma notável referência sobre a História de Veiros até ao seu tempo.
- António Joaquim Freire Pereira de Melo (século XVIII-XIX). Foi o primeiro senhor, bem conhecido, da Casa da Ajuda; capitão-mor de Estarreja; Juiz da Igreja de Veiros; primeiro Regedor de Veiros, entre 1836 e 1848; impulsionador das grandes obras de reparação da Matriz entre 1808 e 1819.
- João Agostinho Freire Pereira de Melo (século XVIII-XIX). Irmão do anteriormente referido (António Joaquim), foi o primeiro senhor, bem conhecido, da Casa da Mâmoa; capitão de tropa de Linha, participou na Guerra Civil e esteve em Évora-Monte aquando da assinatura da Convenção que pôs fim às lutas entre liberais e absolutistas.
- João Carlos de Assis Pereira de Melo (1824-1904). Filho do anteriormente referido, João Agostinho, fez o curso de Direito em Coimbra; foi deputado nas Cortes pelo Concelho de Estarreja; foi administrador do Concelho e presidente da Câmara Municipal de Estarreja (anos 1858-1873); foi Juiz de Direito; foi líder do Partido Regenerador no Concelho de Estarreja. Da sua acção como líder municipal, emergem três grandes obras estruturantes: 1) a localização da estação principal dos caminhos de ferro na vila de Estarreja e não em Salreu como inicialmente nos planos; 2) a construção da estrada longitudinal em paralelepípedo, a ligar o centro de Estarreja a Pardelhas; 3) a construção da moderna Praça Central na vila, então baptizada de Praça Vasco da Gama e actual Praça Francisco Barbosa. Em Veiros, sua terra natal, foi Juiz da Confraria do Santíssimo, que desempenhou um papel decisivo nas obras de recuperação da Igreja Matriz devastada por um incêndio em 1855.
- António José da Fonseca e Silva Garganta (século XIX). Senhor da Casa do Rego por casamento com uma das senhoras da distinta linhagem dos Pereira da Cruz, teve um papel dinamizador na vida social em Veiros nestes tempos. Foi Juiz Ordinário, vereador da Câmara Municipal e Alferes da Companhia de Ordenanças de Veiros e Murtosa, nomeado pelo próprio marechal Saldanha
- João Augusto de Sousa Fernandes (1889-1958). Filho de famílias veirenses e cá nascido, educado em Lisboa e diplomado pelo Instituto Comercial, com o pai emigrado no Brasil, sempre foi solteiro e envolvido nos negócios entre Portugal e Inglaterra, ligados ao Vinho do Porto. Por Testamento que veio a ser administrado pela Santa Casa da Misericórdia da Murtosa “, legou “AOS POBRES DE VEIROS” os bens móveis e imóveis que possuía e os capitais em Acções na DIAMANG e na SPE. Poucos desses muitos frutos chegaram aos pobres de Veiros (!). A Filantrópica Veirense, em 1998, resgatou para seu património as restantes propriedades rústicas inscritas na Matriz Rústica de Veiros. A toponímia local consagra o seu nome na metade nascente da estrada longitudinal Estarreja-Murtosa.
- Miguel Valente de Almeida (F: 1970). Dando cumprimento a uma vontade de sua mãe, Izabel Maria da Silva, e na qualidade de herdeiro, legou à Freguesia parte significativa do terreno onde veio a ser construído o edifício que é sede do Clube Cultural e Desportivo. A toponímia local consagra-lhe o nome na rua que é a metade poente da estrada longitudinal Estarreja-Murtosa.
- João Joaquim Tavares da Silva (1903-1960). Filho de famílias da terra e cá nascido no lugar da Areia, cedo foi para lisboa, para onde se mudaram os pais, e aí estudou e fez toda a sua vida. Licenciou-se em Direito. Geralmente referido apenas por * avares da Silva, foi o grande jornalista, empresário nos media, locutor, treinador de futebol, e nessa modalidade seleccionador nacional, com longo palmarés. Foi criador da consagrada expressão “os cinco violinos” [da equipa do SCP desse tempo]. A cidade de Estarreja e o Clube Desportivo de Estarreja deram ao Estádio da cidade e rua que o serve, o nome de Dr. Tavares da Silva. Também em Veiros, a Travessa onde situada a casa onde nasceu, tem o nome Tavares da Silva.
- Joaquim Lagoeiro (1918-2011). Filho de famílias da terra, de nome próprio Joaquim Henriques Pereira, tendo completado o curso dos seminários mas fugiu à ordenação sacerdotal e desistiu da vida religiosa e até da crença. A par da vida profissional que veio a ter na Caixa Geral de Depósitos em Lisboa, no Calhariz, afirmou-se como um notável escritor ficcionista destas terras de Estarreja. São de grande valia literária e sociológica os romances e novelas em que retrata a vida difícil dos tempos da emigração – verdadeiro retrato da sociedade dessas décadas do século XX – e a sua obra ganhou projecção nacional desde o seu primeiro romance publicado em 1947 pela Editorial Minerva, com o título “Viúvas de Vivos”. E seguiram-se mais de 30 títulos. A crítica literária foi-lhe sempre favorável. Como personalidade, é o símbolo cultural maior desta terra e do próprio município. Tem nome de Rua e de Travessa em Veiros.
- Padre António Tavares Afonso e Cunha (vulgo, padre Nédio) (1918-2002).  Nasceu e faleceu no Bunheiro, terra da família. Paroquiou em Veiros entre 1964 e 1997, tendo realizado obra notável, que o afirma como uma personalidade de Veiros. No seu tempo; 1) reformou-se a Igreja Matriz, removendo-se e substituindo o chão-cemitério, tétrico, da nave principal; 2) construiu-se a nova residência paroquial, em substituição da anterior sem condições para a função; 3) fizeram-se obras de fundo na capela de Santa Luzia e procedeu-se ao seu revestimento exterior, total, em azulejo-capela; 4) fizeram-se grandes obras de conservação nas capelas de Santa Cruz da Ribeira e de São Geraldo; 5) e como legítimo presidente da Fábrica da Igreja Paroquial, foi parceiro nas obras de construção do Salão Paroquial, promovidas pela Associação Filantrópica Veirense, que comprou o terreno, fez o projecto e financiou a construção em 92%, sendo o restante suportado pela Fábrica da Igreja.
- Floriano Henriques (1913-2000). Filho de famílias da terra, emigrou para os Estados unidos com 17 anos de idade e, em Filadélfia, conjuntamente com seu irmão, José (adiante galeria de personalidades) foi o histórico mentor e fundador da Associação Filantrópica Veirense. Regressado a Veiros em 1965, depois de reformado, Floriano empenhou-se directa e pessoalmente na construção do Salão Paroquial, inicialmente concebido como Casa do Povo de Veiros, destinado a tirar a juventude das tabernas e incutir vias de promoção social; e em 1998 financiou a compra do terreno onde veio a ser implantado o Centro Comunitário, permitindo a refundação da Filantrópica como IPSS, que passou a dar respostas sociais à população com um Centro de Dia e Serviço de Apoio Domiciliário.
- José Bernardino Henriques (1918-2003). Filho de famílias da terra, cá nasceu e cresceu até aos 17 anos de idade, quando emigrou para os Estados Unidos, onde se foi juntar ao pai e ao irmão, Floriano, que o acolheu e orientou na adaptação ao Novo Mundo. Em Filadélfia veio a estabelecer-se, casar, ter sucesso junto da comunidade portuguesa e autoridades locais, vindo a ser Cônsul de Portugal em Filadélfia e terminando esse cargo como presidente da Associação Consular daquela cidade. Em fim de carreira, foi agraciado pelo Governo de Portugal com a Comenda da Ordem do Mérito. Foi, conjuntamente com seu irmão Floriano, fundador da Associação Filantrópica Veirense em 1958 e Grande Benemérito de Veiros. Regressou à sua terra em 1985 para cá viver a Reforma, tendo participado no ressurgimento da Filantrópica Veirense como IPPS, no desempenho de presidente da Mesa da AG e com avultados donativos que superaram as três dezenas de milhar de euros.
- Alfredo Mortágua e Silva (1941-2008). Nascido e criado na vila de Estarreja, no sítio do Infantado, veio casar em Veiros em 1962 e cá fez toda sua vida, integrado, interessado e participativo. Foi o grande impulsionador e timoneiro da criação e afirmação do Clube Cultural e Desportivo de Veiros, fundado e escriturado em 1976, tendo presidido à Direcção até à sua morte em 2008. Sob o seu impulso se fez a realidade do novo edifício-sede do Clube (embora propriedade titulada da Freguesia), e do Pavilhão Gimnodesportivo, e se deu corpo à Escola de Música e à sua Orquestra, tipo Banda Filarmónica
- Padre José Henriques da Silva (N: 1939, Sever do Vouga). Pároco em Veiros entre os anos 2000-2007, empreendeu um conjunto de obras de reforma dos prédios paroquiais que necessitavam de urgentes intervenções, designadamente a Igreja Matriz e as capelas; criou o Museu Paroquial a que a população em forma de agradecimento veio a atribuir o seu nome (Museu Padre José Henriques da Silva); e criou um ambiente de concórdia no seio da Paróquia.
- Jerónimo Nogueira (N: 1957). Veirense nascido em Lisboa, cresceu e fez os estudos básicos e complementares em Veiros e Estarreja, e aqui tem casa que herdou da família. Filósofo e professor de filosofia no ensino oficial, secundário, em Lisboa, afirmou-se como poeta e tem obra publicada em seis títulos. Perdeu a vista, em consequência de um acidente rodoviário ao tempo do serviço militar. Além das actividades docentes e de escrita, integra a Direcção Nacional da ACAPO (Associação dos Cegos e Amblíopes de Portugal), onde é responsável pelo Departamento de Formação Profissional e Cultura.
- António José Pinto da Fonseca Ramos (N: 1949). Distinto filho de famílias da terra, cá nascido e criado, cursou Direito em Coimbra e ascendeu na Magistratura, terminando a carreira em 2019 como Juiz Conselheiro no Supremo Tribunal de Justiça em Lisboa.
- Regina Maria da Fonseca Ramos Bastos (N: 1960). Distinta filha de famílias da terra, cá nascida e criada, cursou Direito na Universidade Católica do Porto. Além de advogada nas vilas de Estarreja e Murtosa, veio a ter uma carreira política notável, designadamente no Governo Civil de Aveiro; e deputada na Assembleia da República e no Parlamento Europeu; e no Governo de Portugal foi Secretaria de Estado da Saúde.
- José Fernando Barbosa Henriques. Último presidente da Junta de Freguesia, extinta esta em 2013. Nos seus mandatos entre 1993 e 2013, Veiros foi palco de um conjunto de obras de índole e interesse público, especialmente de responsabilidade municipal, mas a que não foi alheio o empenho do presidente da Junta: Beneficiação de ruas, das escolas, da iluminação pública, do saneamento e rede de águas ao domicílio, das instalações da Junta, posto de correios e multibanco; e da remodelação urbanística no centro da freguesia; e de beneficiações no Adro da Ribeira, embora muito contestadas pela ineficácia comprovada.

## Património e afins
- Igreja Matriz de São Bartolomeu, inaugurada em 13 de Dezembro de 1612. Tem Brasão de armas reais na frontaria
- Capelas paroquiais de Santa Luzia, de São Geraldo de Braga, de Santa Cruz da Ribeira (vulgo Santo António)
- capelas particulares de São João Baptista e da Senhora dos milagres
- Cruzeiro Antigo, trasladado em 1964 do largo da igreja para o início da rua do Cruzeiro
- Cruzeiro Novo, datado de 1964, no largo da Igreja Matriz
- Museu Paroquial, Padre José Henriques da Silva, com rico e cuidado espólio segundo critérios museológicos, numa dependência da Igreja  Paroquial
- Edifício da Ex-Junta de freguesia, onde também funciona um Posto de Correio e um Multibanco
- Edifício "Estado Novo" da Escola do Pinheiro, datado de 1950
- Edifício "Estado Novo" da Escola de Olas, datado de 1958
- Fonte do Esquinto, de mergulho, datada de meados do século XIX
- Fonte do Cavalo, de mergulho, datada do início do século XIX
- Árvore Centenária (sobreiro classificado de Interesse Público), no Adro da capela de São Geraldo, datado do século XVI
- Cais da Ribeira, multisecular, histórico, de ligação por esteiro à Ria de Aveiro
- Casa mortuária
- Residência Paroquial
- Edifício "Salão Paroquial", multifunções de apoio às actividades paroquiais, com diversas salas num piso e um salão de eventos, de 200  metros quadrados, no outro piso
- Pavilhão Desportivo do Clube Cultural e Desportivo de Veiros (CCDV)
- Edifício-sede do CCDV, propriedade da Freguesia, com amplo salão de eventos num dos dois pisos
- Escola de Música do CCDV, com uma Orquestra Filarmónica
- Edifício do Centro Comunitário de Veiros, da IPSS Associação de Solidariedade Social filantrópica Veirense, onde funcionam as respostas sociais Centro de Dia e Apoio Domiciliário
- Farmácia Martins, na rua de São Geraldo
- 3 mansões antigas de valor arquitectural; e histórico local, pelas famílias e suas importãncias documentadas na obra "Notas Marinhoas" de  José Tavares Afonso e Cunha. São elas: a casa da Mâmoa, a Casa da Ajuda e a Casa do Rego.
- Casa notável, estilo "brasileiro", de princípios do século XX, designada por Casa Dr. Lauro, no gaveto da rua do Cruzeiro, defronte do  Cruzeiro Antigo
- 2 casas notáveis pela arquitectura e suas histórias, na rua João Augusto de Sousa Fernandes, designadas Vila Marques Traqueia e Vila Fernandes, de finais do século XIX, delas havendo descrição na obra "Veiros per Omnia Saecula", ed. de autor, de 2017, de Joaquim Ventura Faria Victorino